# Surfside
Surfside est une petite ville des États-Unis située en Floride dans le comté de Miami-Dade, en banlieue nord-est de Miami. Surfside s'est incorporée en 1935. Selon le Bureau du recensement des États-Unis, Surfside avait une population de 4 710 habitants en 2006.

## Géographie
Surfside fait partie de l'agglomération de Miami. La superficie totale de la municipalité est estimée par le Bureau du recensement des États-Unis à 2,5 km2.

## Démographie
| 1940 | 1950  | 1960  | 1970  | 1980  | 1990  |
| ---- | ----- | ----- | ----- | ----- | ----- |
| 295  | 1 852 | 3 157 | 3 614 | 3 763 | 4 108 |

| 2000  | 2010  | - | - | - | - |
| ----- | ----- | - | - | - | - |
| 4 909 | 5 744 | - | - | - | - |

## Catastrophe
- le 24 juin 2021, un immeuble d'habitations s'effondre, 159 personnes sont portées disparues, 4 sont mortes et 11 autres blessés[2].